# BTA-6

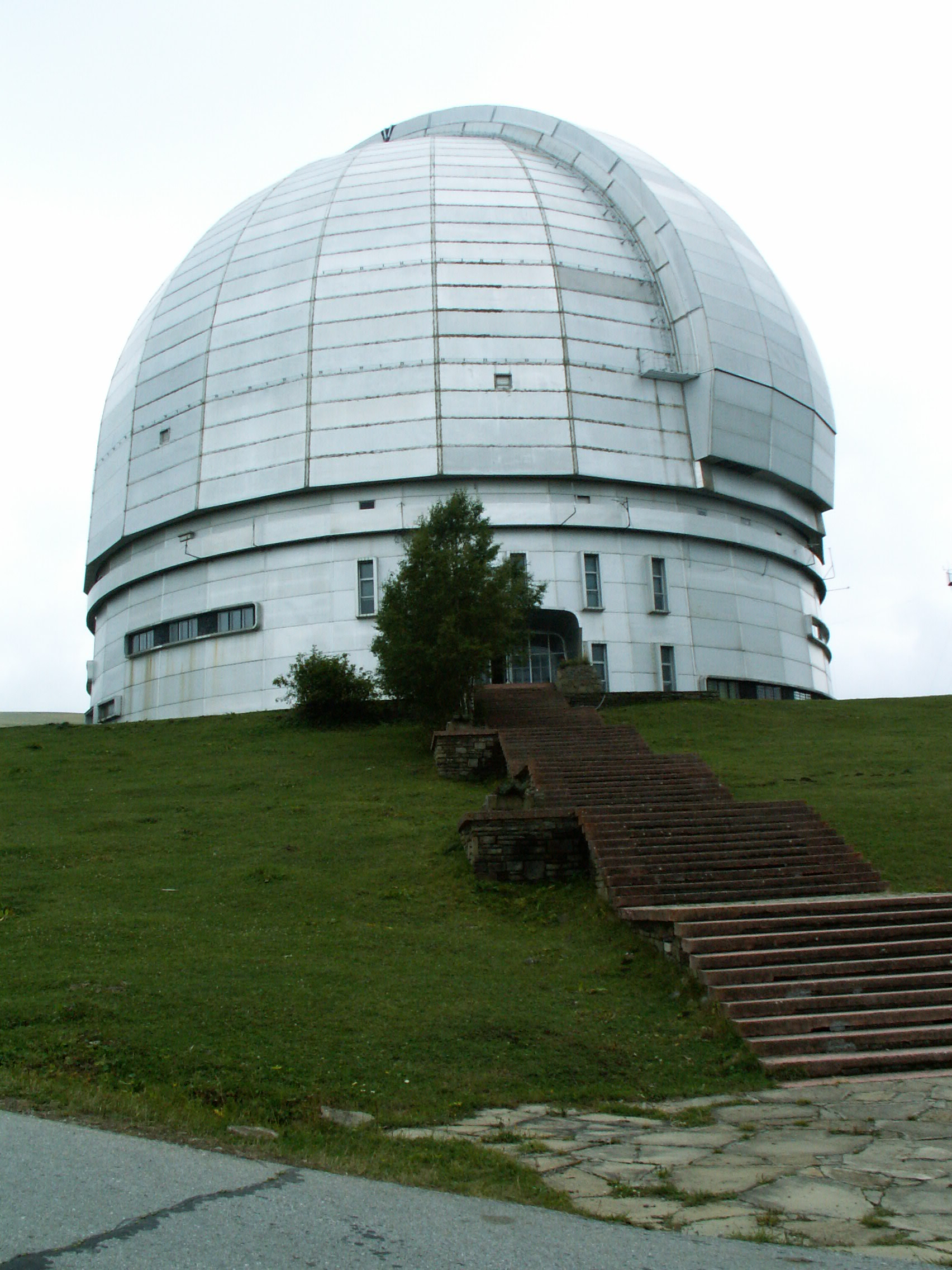
Acceso al domo

El BTA-6 (Большой Телескоп Альт-азимутальный, Bolshoi Teleskop Alt-azimutalnyi, Esp: (Gran Telescopio Altacimutal) es un telescopio óptico de 6 metros de apertura. Forma parte del Observatorio Astrofísico Especial, situado en el lado norte de las montañas del Cáucaso, en el sur de Rusia.
El espejo primario tiene un diámetro de 6 metros, está albergado en un domo de 48 m de diámetro, y se halla a una altitud de 2070 m. Es el mayor espejo primario de una sola pieza instalado en un telescopio reflector óptico hasta la actualidad.
Telescopios posteriores de tamaño comparable o más grandes como el  el telescopio Keck 1 en Hawái de 10 m de diámetro concluido en 1993, han empleado espejos adaptativos o segmentados. En los años 90 se desarrolló la tecnología de moldeado rotativo (con la que se produjo, por ejemplo, el espejo primario de 8,4 m de diámetro del Gran Telescopio Binocular a finales de los años 1990). 

## Historia
El BTA-6 era el telescopio más grande del mundo entre su primera luz a finales de 1975, cuando venció al famoso  telescopio Hale de 5 metros, y 1993, cuando el telescopio Keck de 10 metros fue abierto. Sin embargo, una variedad de problemas significó que BTA-6 nunca fue capaz de funcionar cerca de sus límites teóricos, permitiendo al Hale la reivindicación de que fue el mayor telescopio efectivo durante este período. Una de las características del diseño del BTA ha sido un modelo que todo gran telescopio ha seguido desde entonces: el uso de un montaje  altacimutal controlado por ordenador, que es a la vez más simple y más flexible que la montura ecuatorial utilizada en los diseños anteriores.

### Problemas
El primer intento de fabricar el espejo primario fue realizado por la fábrica de vidrio óptico Lytkarino, cerca de Moscú. El tratamiento térmico del vidrio demasiado rápido, causó la formación de grietas y burbujas, dejando el espejo inútil. Un segundo intento funcionó mejor y se instaló en 1975. Las primeras imágenes del BTA se obtuvieron en la noche del 28/29 de diciembre de 1975. Después de un período de adaptación, el BTA se declaró a pleno funcionamiento en enero de 1977.
Sin embargo, estaba claro que el segundo espejo era solo algo mejor que el primero, y contenía imperfecciones importantes. Los equipos decidieron bloquear porciones del espejo usando grandes trozos de tela negra para cubrir las áreas más defectuosas. Según Ioannisiani, el espejo primario recolectaba solo el 61% de la luz entrante en un círculo de 0.5 segundos de arco y el 91% en uno con dos veces ese diámetro.
Casi inmediatamente después de su inauguración, comenzaron a circular en Occidente rumores de que algo andaba muy mal con el telescopio. No pasó mucho tiempo antes de que muchos lo calificaran como un "elefante blanco" (un objeto de lujo, carísimo de mantener), tanto que incluso el caso se citó en el libro de 1988 de James Oberg "Descubriendo Desastres Soviéticos".
Un tercer espejo, con una forma mejorada y sin grietas, se instaló en 1978. Aunque esto solucionó los problemas principales, una serie de deficiencias no relacionadas con el espejo continuaron degradando gravemente el rendimiento general del telescopio. En particular, su emplazamiento está a sotavento de una serie de otros picos en el Cáucaso, por lo que la visibilidad del lugar rara vez alcanzaba una resolución de segundo de arco, y cualquier medición por debajo de 2 segundos de arco se considera buena. En comparación, la mayoría de los principales sitios astronómicos alcanzan el segundo de arco. En condiciones favorables, el ancho del disco de visualización (anchura a media altura) es de ≈1 segundo de arco para el 20% de las noches de observación. El clima es otro factor importante; en promedio, la observación se lleva a cabo en menos de la mitad de las noches durante todo el año.
Quizás el problema más molesto es la enorme masa térmica del espejo primario, el telescopio en su conjunto y la enorme cúpula. Los efectos térmicos son tan importantes en el espejo primario que solo puede tolerar un cambio de 2 °C por día para ser utilizable. Si las temperaturas del aire en el espejo primario y en el exterior difieren unos 10 grados, las observaciones se vuelven imposibles. El gran tamaño del domo en sí mismo significa que hay gradientes térmicos internos que agravan estos problemas, aunque la refrigeración en su interior ayuda a compensarlos.
A pesar de estas deficiencias, el BTA-6 sigue siendo un instrumento significativo, capaz de obtener imágenes de objetos tan débiles como de la 26ª magnitud aparente. Esto lo hace especialmente útil para tareas como espectroscopia e interferometría de moteado, donde el rendimiento de recolección de luz es más importante que la resolución. El BTA ha realizado varias contribuciones importantes usando estas técnicas.
Las técnicas de interferometría de moteado permiten alcanzar una resolución (limitada por la difracción) de 0.02 segundos de arco para objetos de 15.ª magnitud bajo buenas condiciones de observación (interferómetro basado en un dispositivo de carga acoplada - cámara PhotonMAX-512B - en uso activo desde 2007). "A diferencia de la óptica adaptativa, que es efectiva hoy principalmente en el rango infrarrojo, la interferometría de moteado se puede utilizar para observaciones en bandas visibles y cercanas al ultravioleta. Además, la interferometría de moteado es realizable en condiciones atmosféricas pobres, mientras que la óptica adaptativa siempre necesita la mejor visibilidad".

## Imágenes
|  |  |  |

## Descripción
El espejo primario del BTA tiene 605 cm de diámetro y f/4. Su relación es relativamente baja en comparación con instrumentos similares; el Hale es un 5 m f/3.3. La óptica del telescopio es un diseño Ritchey-Chrétien, aunque sin el enfoque tradicional de estilo Cassegrain. Debido al gran tamaño del espejo primario, la escala de la imagen en el telescopio reflector es de 8.6 segundos de arco por milímetro, aproximadamente el mismo que el enfoque de un telescopio reflector Cassegrain de 4m. Esto elimina la necesidad de un espejo secundario, y en su lugar los instrumentos de observación se colocan en el foco principal. Para trabajos secundarios, se pueden usar dos montajes Nasmyth, con un f/30 efectivo.
La longitud focal larga y la falta de un secundario colocado frente al foco principal hacen que el telescopio sea largo en general; el tubo principal del BTA mide 26 m de largo. Esto habría requerido una montura ecuatorial masiva, por lo que en su lugar se usa una montura altazimutal con control por ordenador para compensar el movimiento del cielo. Dado que esto también da como resultado la rotación del campo de visión a medida que el telescopio se mueve, el área de enfoque primario que contiene los instrumentos también se gira para compensar este efecto. Con la adopción generalizada de controles por ordenador para casi todos los aspectos de las operaciones del telescopio, este estilo de montaje, iniciado en el BTA, se ha convertido en algo común.
Cuando se trabaja en el foco principal, se usa un corrector de coma Ross. El campo de visión, con coma y astigmatismo corregido en un nivel de menos de 0.5 segundos de arco, es de aproximadamente 14 minutos de arco. El cambio de un foco a otro tarda entre tres y cuatro minutos, lo que permite utilizar varios conjuntos de instrumentos diferentes en un período de tiempo corto.
El BTA-6 está encerrado en una cúpula maciza, que alcanza los 53 m de altura en la coronación y 48 m de diámetro de la base cilíndrica en la que se apoya. La cúpula es mucho más grande de lo necesario, con un resguardo de 12 m entre el telescopio y la cúpula.

## Comparación

Comparación de tamaños nominales de aperturas del BTA-6 y algunos telescopios ópticos notables

Hasta la actualidad el BTA-6 tiene el mayor espejo primario de una sola pieza instalado en un telescopio reflector óptico. Fue el telescopio óptico más grande del mundo entre su primera luz a finales del año 1975, cuando superó los 5 m del Telescopio Hale en casi un metro, y el año 1993, cuando se inauguró el telescopio de 10 m del Observatorio W. M. Keck en Hawái pero su espejo primario no es de una sola pieza.
| #  | Nombre / Observatorio                                        | Imagen | Apertura     | M1 Área | Altitud | Primera Luz | Promotor                 |
| -- | ------------------------------------------------------------ | ------ | ------------ | ------- | ------- | ----------- | ------------------------ |
| 1. | BTA-6 (Obs. Astrofísico Especial)                            |        | 238 " 605 cm | 26 m²   | 2070 m  | 1975        | Mstislav Kéldysh         |
| 2. | Telescopio Hale (Observatorio Palomar)                       |        | 200 " 508 cm | 20 m²   | 1713 m  | 1949        | George Ellery Hale       |
| 3. | Telescopio Mayall (Kitt Peak National Obs.)                  |        | 158 " 401 cm | 10 m²   | 2120 m  | 1973        | Nicholas Mayall          |
| 4. | Telescopio Víctor M. Blanco (Observatorio CTIO)              |        | 158 " 401 cm | 10 m²   | 2200 m  | 1976        | Nicholas Mayall          |
| 5. | Telescopio Anglo-Australiano (Observatorio de Siding Spring) |        | 153 " 389 cm | 12 m²   | 1742 m  | 1974        | Príncipe Carlos de Gales |
| 6. | Telescopio de 3,6 metros de ESO (Observatorio de La Silla)   |        | 140 " 357 cm | 8.8 m²  | 2400 m  | 1976        | Adriaan Blaauw           |
| 7. | Telescopio Shane (Observatorio Lick)                         |        | 120 " 305 cm | ~7 m²   | 1283 m  | 1959        | Nicholas Mayall          |